# Đẳng cấp thứ ba (Hội nghị ba đẳng cấp Pháp)

Sơ đồ thể hiện ba đẳng cấp trong xã hội Pháp. Người lao động (màu xanh) chiếm số đông nhưng chịu sự chèn ép, bóc lột từ Giáo sĩ (màu tím) và Quý tộc (màu vàng).

Đẳng cấp thứ ba (tiếng Pháp: Tiers état) là một trong ba đẳng cấp (état) trong xã hội nước Pháp trước Cách mạng Pháp.

## Thành phần

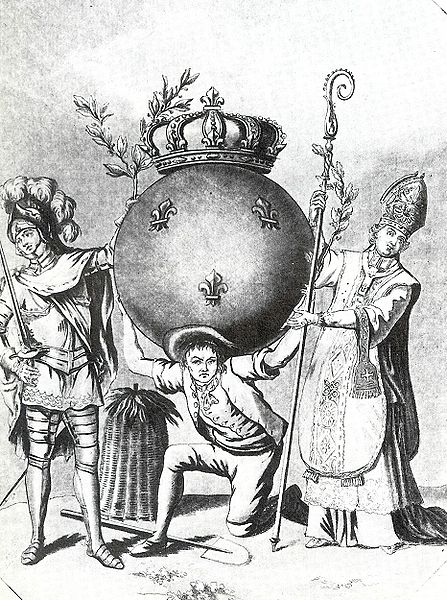
Hình châm biếm mô tả người dân thuộc Đẳng cấp thứ ba phải hứng gánh nặng từ hoàng gia và hai đẳng cấp quý tộc, tăng lữ.

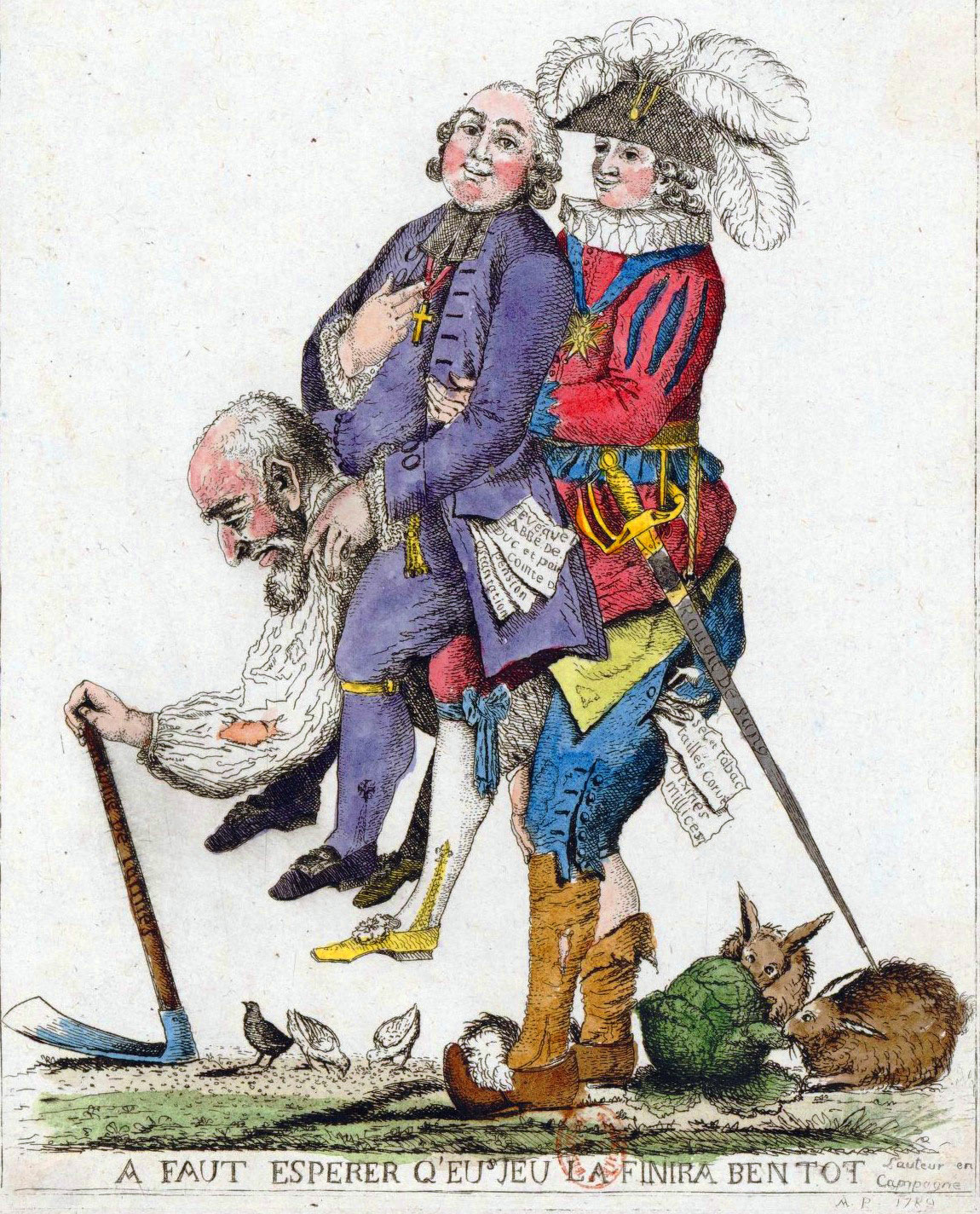
Tình cảnh nước Pháp trước Cách mạng.

Hệ thống đẳng cấp xuất hiện lần đầu vào năm 1302 với Hội nghị các đẳng cấp (États généraux) lần đầu tiên do vua Philippe IV triệu tập, và được củng cố trong thời Chế độ cũ (Ancien Régime).
Theo đó, đẳng cấp thứ ba là những thành phần xã hội không thuộc đẳng cấp thứ nhất (tăng lữ) và đẳng cấp thứ hai (quý tộc). Đẳng cấp thứ ba gồm công nhân, dân nghèo thành thị, tư sản và nông dân (gồm cả nông dân tự do, phú nông, nông nô). Từ năm 1484, đẳng cấp thứ ba có quyền đệ trình thỉnh nguyện thư (Cahiers de doléances) lên nhà vua, nhưng do sự cấu kết của hai đẳng cấp trên (mỗi đẳng cấp đều có quyền đệ trình thỉnh nguyện), quyền lực này luôn bị hạn chế. Đồng thời, đẳng cấp này cũng là đối tượng bị áp đặt thuế khóa nặng nề mỗi khi chính quyền gặp khó khăn về mặt tài chính. Phần nhiều trong số này có cuộc sống khó khăn do bị bòn rút sức lao động và đói ăn.
Cho đến trước Cách mạng Pháp (1789), đẳng cấp thứ ba chiếm hơn 90% dân số nước Pháp (ước tính khoảng 27 triệu người).
Có một số ít những trường hợp thuộc đẳng cấp thứ ba có thể thay đổi đẳng cấp của mình nhờ sự dũng cảm trên chiến trường, hay sự cống hiến cho tôn giáo. Một số ít hơn thì đổi đời nhờ kết hôn với những người thuộc đẳng cấp thứ hai (quý tộc).

## Phát động cách mạng

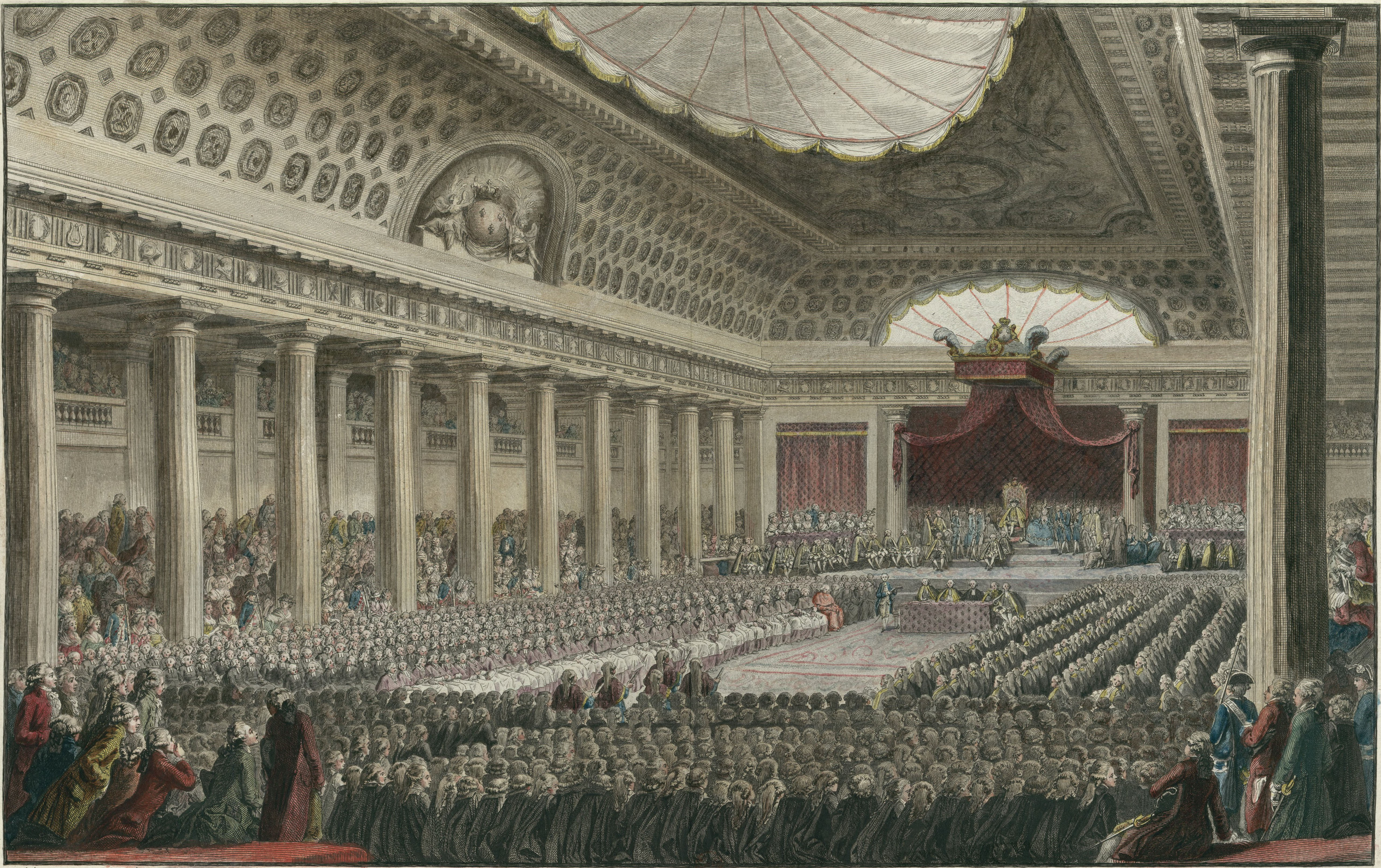
Hội nghị các Đẳng cấp năm 1789 ở Versailles.

## Trích dẫn
Thứ nhất. Đẳng cấp thứ ba là gì? Tất cả.
Thứ hai. Đẳng cấp này có vai trò gì trong trật tự chính trị? Không gì cả.
Thứ ba. Đẳng cấp này đòi hỏi điều gì? Trở thành cái gì đó.
-Sieyès, Đẳng cấp thứ ba là gì? ("Qu'est-ce que le Tiers-Etat?"), Tháng 1 năm 1789